# Love on the Beat (chanson)
Pour l'album de Serge Gainsbourg, voir Love on the Beat.
Singles de Serge Gainsbourg
Bana basadi balalo
(1981) No Comment
(1985)
Love on the Beat est une chanson de Serge Gainsbourg, parue sur l'album du même nom, puis en single, en 1984.

## Paroles et musique
Les paroles de Love on the Beat constituent un poème pornographique, pendant « hardcore » du texte certes sensuel mais beaucoup moins explicite de « Je t'aime... moi non plus » qui avait fait scandale quinze ans plus tôt. Le narrateur commence par prodiguer un cunilingus (« D'abord je veux avec ma langue / Natale deviner tes pensées ») à sa partenaire, s'appliquant à stimuler son clitoris (« Là, j'ai touché le point sensible / Attends, je vais m'y attarder »), puis il la pénètre vaginalement (« Tu as envie d'une overdose / De baise, voilà, je m'introduis »), de plus en plus vigoureusement (« Plus tu cries plus profond j'irai »), lui mordant la nuque jusqu'au sang dans le feu de l'action (« J'aime assez tes miaou-miaous / Griffes dehors moi dents dedans / Ta nuque, voir de ton joli cou / Comme un rubis perler le sang »), avant de finir par un coït anal (« Brûlants sont tous tes orifices / Des trois que les dieux t'ont donnés / Je décide dans le moins lisse / D'achever de m'abandonner »), jusqu'à l'orgasme, simultané ou supposé tel (« Une décharge de six mille volts / Vient de gicler de mon pylône / Et nos reins alors se révoltent / D'un coup d'épilepsie synchrone »). Entre les couplets, quatrains d'octosyllabes approximatifs, dits plutôt que chantés par l'auteur, d'une voix monocorde et grave, est répété en guise de refrain le titre de la chanson, scandé par des choristes masculins sur une tonalité plus aigüe.
Les cris féminins audibles tout au long du morceau seraient d'authentiques cris de jouissance de sa compagne d'alors, Bambou, qu'il aurait enregistrés à son insu lors de leurs rapports sexuels et échantillonnés. Lors des prestations télévisées de la chanson, Serge Gainsbourg récitait le texte (en lipsync ou playback, et non sans désinvolture, ne cherchant guère à camoufler ce subterfuge en mimant d'aussi près que possible les mouvements labiaux, comme il est d'usage dans un tel dispositif, consigne implicite à laquelle se pliaient alors la plupart de ses homologues), assis sur un canapé et tenant une cigarette, tandis que Bambou dansait seins nus sur une plateforme filmée au premier plan (quelques autres danseuses topless apparaissant en alternance — dans ce qui était généralement une émission de divertissement familiale diffusée en première partie de soirée). Dans l'émission Ce soir (ou jamais !) du 11 janvier 2010, lors d'un débat sur les provocations de Serge Gainsbourg, un court extrait d'une de ces prestations a été montré (diffusée à l'origine sur Antenne 2 le 27 octobre 1984), mais a été coupé juste au moment de l'apparition des jambes de Bambou, et l'animateur Frédéric Taddeï a expliqué que celle-ci s'était opposée à la diffusion de ces images.
Le motif musical de la chanson est une version ralentie d'un autre thème musical intitulé Le Physique et le Figuré, composé par Gainsbourg en 1981 pour le court-métrage du même nom qu'il avait réalisé cette année-là.

## Réception
Love on the Beat est publié en 45 tours et maxi 45 tours comme premier extrait de l'album. Seuls le Japon, le Canada et l'Allemagne ont publié le 45 tours dans le commerce, tandis qu'une version promotionnelle a été pressée en France, bien qu'un maxi 45 tours fut publié à la vente. Le titre fut dans les années 1980 un des titres les plus diffusés sur la station de radio NRJ.

## Titres

### Singles7"
Single 7" promotionnel hors commerce
1. Love On The Beat (Part.1) (3:57)
2. Love On The Beat (Part.2) (3:10)

Single 7" sorti en commerce en Allemagne et Japon
1. Love On The Beat (3:57)
2. Sorry Angel (3:56)

Single 7" sorti en commerce en France
1. Sorry Angel (3:56)
2. Love On The Beat (3:57)

### Singles12"
Single 12" promotionnel hors commerce 
1. Love On The Beat (8:05)
2. Harley David Son Of A Bitch (2:59)
3. Sorry Angel (3:56)

Single 12" sorti en commerce
1. Love On The Beat (8:05)
2. Harley David Son Of A Bitch (2:59)

## Reprises et références dans la culture populaire
- Le groupe slovène de musique industrielle Laibach en fait une reprise sur son album Spectre (2014).
- Dans la série animée Les Simpson, Homer Simpson la cite curieusement comme sa « chanson préférée » dans l'adaptation française de l'épisode La Peur de l'avion[10] (Fear of flying en version originale), manière de « traduire », ou du moins de restituer sous une forme supposément plus familière au public français, cette partie du dialogue d'origine qui mentionne en fait la chanson « It's raining men » des Weather Girls, en introduisant un double jeu de mots, plutôt subtil pour des non anglophones et plus encore pour des enfants, absent en VO (en VF — Homer : « Love end the beat ! » Moe, jetant le disque par la fenêtre : « Love on the bitume, ouais ! » / en VO — Homer : « It's raining men? » Moe : « Yeah, not no more it ain't! »[11]).